# Somalische eremomela
De Somalische eremomela (Eremomela flavicrissalis) is een zangvogel uit de familie Cisticolidae.

## Verspreiding en leefgebied
Deze soort komt voor van Ethiopië en Somalië tot noordelijk Oeganda en zuidelijk Kenia.

## Status
De grootte van de populatie is niet gekwantificeerd maar de soort wordt omschreven als algemeen in Somalië maar verder vrij schaars. Op de Rode lijst van de IUCN heeft deze soort de status niet bedreigd.